# 재클린 페르난데즈
재클린 페르난데스(영어: Jacqueline Fernandez, 1985년 8월 11일 ~ )는 스리랑카의 배우, 모델이다. 2006 미스 스리랑카 우승자이며, 2006 미스 유니버스에 스리랑카 대표로 출전했다.